# Linstead
Linstead est une ville de Jamaïque dans le comté de Middlesex, paroisse Sainte-Catherine, à 19 km au nord-ouest de Spanish Town. D'importants gisements de bauxite se trouvent au nord-ouest de la ville. Linstead est réputée pour son grand marché hebdomadaire, qui a inspiré la chanson populaire Linstead Market.

## Célébrités locales
- Phyllis Dillon (1945-2004), chanteuse
- Joseph Hill (1949-2006), membre du groupe de reggae Culture
- Leslie Laing (1925-), athlète
- Asafa Powell (1982-), athlète